# Andalgalomys pearsoni
Andalgalomys pearsoni је врста глодара из породице хрчкова (лат. Cricetidae). 

## Распрострањење
Врста има станиште у Боливији и Парагвају.

## Станиште
Станиште врсте је травна вегетација до 400 метара надморске висине.

## Угроженост
Ова врста је наведена као последња брига, јер има широко распрострањење и честа је врста.